# Primavera croata
La Primavera Croata (en croata literalmente Hrvatsko proljeće, o llamada también masovni pokret o MASPOK, por "movimiento de masas") fue un movimiento político surgido a inicios de la década de 1970 en la República Federal Socialista de Yugoslavia para reclamar una mayor autonomía cultural, política y económica en favor de Croacia.

## Origen
En el año 1967 un grupo de poetas y lingüistas de Croacia publicó un texto titulado "Declaración sobre la situación y el nombre del idioma estándar croata" en el cual se criticaba la imposición del idioma serbocroata en la educación, los medios de comunicación, y las entidades de gobierno, con la cual dicha lengua se transformaba de facto en el idioma oficial de Yugoslavia, en perjuicio de los idiomas hablados por cada grupo nacional, como el croata. 
Hasta esa fecha el serbocroata constituía un esfuerzo del régimen comunista de Tito para facilitar las comunicaciones entre los pueblos de las seis repúblicas que componían Yugoslavia, estableciendo un "idioma nuevo" basado en el vocabulario y las construcciones gramaticales similares entre las lenguas serbia y croata, las más extendidas en el país. Logrado este consenso en 1954, el régimen se había dedicado a difundir el serbocroata por todas sus instituciones, aun cuando el idioma croata todavía seguía siendo empleado por una gran cantidad de hablantes nativos.  

## Expansión
Las reclamaciones de tipo lingüístico fueron muy apreciadas en la opinión pública de Croacia, pero pronto fueron agregadas nuevas reivindicaciones de tipo cultural, político y económico. La protesta idiomática croata dio paso a un movimiento en el cual los estudiantes y académicos de Croacia procedían a revalorar la cultura típica de su región natal, diferenciándola de las otras repúblicas de Yugoslavia. De igual forma las reclamaciones políticas invocaban una mayor descentralización del gobierno situado en Belgrado, y la transferencia de más competencias en autogobierno para Croacia. 
Otra clase de protestas tenían un fundamento económico, pues académicos croatas cuestionaban que su república, la segunda más rica de Yugoslavia después de Eslovenia, generase riquezas que se destinaban en pequeña proporción a Croacia y en su mayor parte a financiar el desarrollo de otras regiones más atrasadas como Kosovo, otra queja era que la industria turística basada en Croacia generaba casi el 50% de las divisas que percibía la economía de Yugoslavia por ingreso de turistas, pero que en Croacia propiamente dicha solamente quedaba el 7% del valor de esas divisas.
El clímax de este movimiento llegó cuando en el año 1971 se publicó un libro titulado "Ortografía croata" (Hrvatski pravopis) elaborado por los académicos Stjepan Babić, Božidar Finka y Milan Moguš. En este libro no se utilizaba el término Srpskohrvatski  o "serbocroata" para el idioma estudiado, por lo cual fue prohibido por el gobierno yugoslavo, e incautadas todas sus copias, salvo una que llegó al extranjero y fue difundida y reproducida desde Gran Bretaña. Ante esta situación, hubo manifestaciones callejeras de gran tamaño en Zagreb y otras ciudades croatas, reclamando no solamente la autonomía lingüística, sino también reformar políticas y económicas favorables a Croacia. 
Ante ello, el gobierno de Belgrado reaccionó con la represión política y policial: hubo numerosos arrestos y condenas a prisión contra líderes estudiantiles y profesores participantes en la Primavera, así como una purga a gran escala lanzada en diciembre de 1971 contra los comunistas croatas que habían apoyado el movimiento. Entre los estudiantes arrestados figuraba Franjo Tuđman, quien en 1991 sería el primer presidente de la Croacia independiente.

## Destrucción y legado
La justificación del régimen de Tito era que el nacionalismo croata había "degenerado en chauvinismo" y por lo tanto era una amenaza para la unidad nacional de Yugoslavia; cabe apreciar que si bien el régimen comunista no prohibía las manifestaciones culturales de los diversos pueblos que formaban Yugoslavia, cuidaba que tales manifestaciones jamás formaran un "orgullo nacional" que diera paso a aspiraciones de independencia con las cuales el Estado yugoslavo sufriera las mismas tensiones étnicas que en el periodo monárquico entre 1918 y 1941. 
Para colmo, el gobierno yugoslavo había recibido noticias desde la URSS donde el régimen soviético consideraba que, si Tito no lograba mantener bajo control el descontento callejero de los croatas, procedería que los países del Pacto de Varsovia adoptaran la Doctrina Brezhnev y lanzaran una operación militar contra Yugoslavia. El riesgo parecía tanto externo (una amenaza de intervención militar soviética) e interno (peligro de que en Serbia u otras repúblicas surgieran movimientos similares), ante ello Tito y su gobierno se dedicaron a aplastar por todos los medios a su alcance a la Primavera Croata, que estaba ya extinta a fines de 1971.
Pese a las detenciones, arrestos, exilios y condenas, así como a la persecución posterior contra los animadores de la Primavera Croata, el gobierno federal trató de evitar nuevos brotes de descontento. Para este fin, en el año 1974 se emitió una nueva constitución de Yugoslavia, donde se reconocían gran parte de las reclamaciones de la Primavera Croata y se descentralizaban diversas funciones administrativas antes reservadas al gobierno federal en Belgrado.